# 팀 매카시

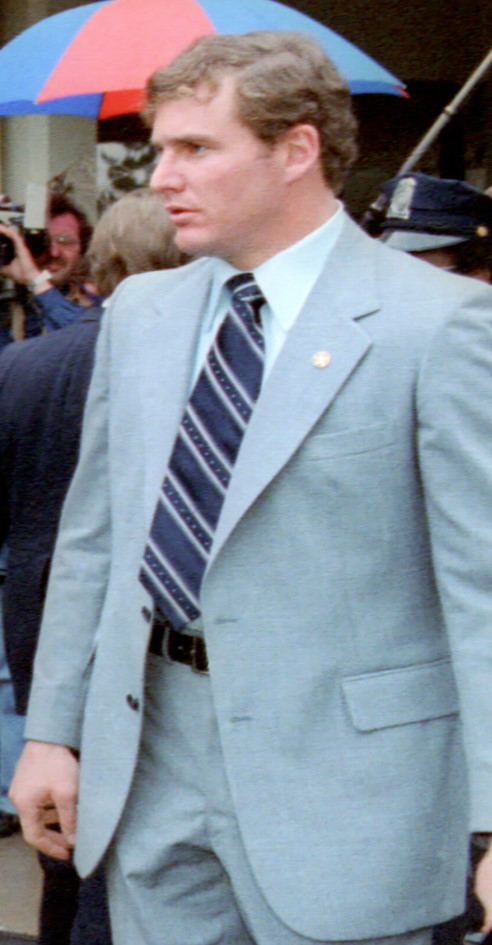

팀 매카시(Tim McCarthy, 1949년 6월 20일 ~ )는 레이건 前 미국 대통령의 경호원이다.
1981년에 레이건의 경호를 하면서 레이건 대통령 암살 미수 사건 당시 자신의 몸으로 경호하여 부상당했으나 회복되었다.
이때 레이건도 총상을 입었으나 무사히 수술을 마쳐서 목숨을 건지고 퇴임할때까지 대통령직을 수행하였다.
이렇게 해서 팀 매카시는 테쿰세의 저주를 사실상 종식시켰다.